# Piłka wodna
Piłka wodna (waterpolo) – dyscyplina sportowa, gra zespołowa, jeden ze sportów wodnych.

## Wstęp
Piłka wodna to zespołowa dyscyplina sportu (gra drużynowa), uprawiana na całym świecie – zarówno przez kobiety, jak i mężczyzn – w której biorą udział dwie drużyny po 7 zawodników każda (w tym bramkarz). Zawody piłki wodnej (mecz) rozgrywane są w basenie pływackim o głębokości wody minimum 180 cm, w którym wyznacza się pole gry o wymiarach 20 × 30 m oraz ustawia bramki o wymiarach 3 × 0,9 m. Celem gry jest wrzucenie piłki średnicy 21,6 – 22,6 cm do bramki przeciwnika. O zwycięstwie decyduje większa liczba zdobytych goli.
Od 1900 znajduje się w programie letnich igrzysk olimpijskich i jest uprawiana w ponad 100 państwach świata. Największą popularnością cieszy się głównie w Europie, w szczególności na Węgrzech, w Serbii, Czechach, Słowacji, Chorwacji, Czarnogórze, Rumunii, Ukrainie, Hiszpanii i we Włoszech.

## Historia
Piłka wodna, jako dyscyplina sportu powstała pod koniec XIX wieku w Wielkiej Brytanii. Za jej protoplastów uważają się Szkoci. Pierwsze treningi w tej grze miały odbywać się na pływalniach Glasgow po zajęciach pływackich. Jako pierwszy przepisy opracował Szkot William Wilson w roku 1876, a zostały one ogłoszone przez Londyńskie Stowarzyszenie Pływackie. Wówczas też zorganizowano premierowe zawody (turniej w Bournemouth), a podjęło się tego Towarzystwo Wioślarskie. Od 1900 (Letnie Igrzyska w Paryżu) jest dyscypliną olimpijską (w męskim wydaniu). Pierwszy turniej dla kobiet rozegrany został podczas Igrzysk w Sydney w 2000. Od 1926 organizowane są męskie Mistrzostwa Europy (żeńskie od 1985), od 1973 męskie Mistrzostwa Świata (żeńskie od 1986), a od 2002 męska Liga Światowa (żeńska od 2004). Od 1979 rozgrywany jest męski i żeński Puchar Świata. Rozwojem piłki wodnej kieruje Techniczny Komitet Piłki Wodnej przy Światowej Federacji Pływackiej (FINA).

## Piłka wodna w Polsce
Piłka wodna w Polsce podlega organizacyjnie Autonomicznemu Komitetowi Piłki Wodnej przy Polskim Związku Pływackim, założonemu w 1922. Na ziemie polskie „przywędrowała” z Austro-Węgier i jeszcze przed wybuchem I wojny światowej grywano w nią w Galicji (głównie w Krakowie). Po odzyskaniu niepodległości zaczęły powstawać pierwsze kluby waterpolowe, a dominowały dwa ośrodki: krakowski i lwowski. Od 1923 organizowano regularne turnieje, zaś od 1925 rozgrywane są cyklicznie seniorskie mistrzostwa kraju. W czasach pionierskich ton rozgrywkom nadawały krakowskie Jutrzenka i Makkabi oraz katowickie EKS i TP Giszowiec. Po II wojnie światowej na reaktywowanie ligi czekano do 1954. Najpierw dominowała Legia Warszawa, potem pałeczkę przejmowały: Arkonia Szczecin, Stilon Gorzów Wielkopolski, Anilana Łódź, KSZO Ostrowiec Świętokrzyski, ŁSTW Łódź i WTS "Polonia" Bytom
Obecnie funkcjonuje w Polsce kilkanaście klubów piłki wodnej: Arkonia Szczecin, Lipnowskie Diabły, GKPW 59 Gorzów Wielkopolski, KSZO Ostrowiec Świętokrzyski, UKPW 44 Warszawa, ŁSTW Łódź, KS Waterpolo Poznań, UKS Neptun Łódź, WTS "Polonia" Bytom, AZS AWF Poznań, UKS Kajman Zgierz, KS CKS Orka Szczecin, UKS Pałac Młodzieży Warszawa, WUKPW Octopus Warszawa, UKS Niska Warszawa, Amicus Aque Police, UKS Batory 12, Legia Warszawa, KS Alfa Gorzów Wielkopolski, AZS Uniwersytet Warszawski, AZS Water Polo Lublin.

## Przepisy gry
W 2005 ustalono nowe przepisy gry, które wprowadziły kilka zmian w stosunku do obowiązujących poprzednio, m.in. nowy czas gry (4 × 8 minut z 5 minutową przerwą w połowie spotkania) oraz przesunięcie linii rzutów karnych na 5 metr. Z tej też odległości można teraz oddawać bezpośrednie strzały na bramkę z rzutów wolnych.
1. Zasady główne:
- zawodnicy mogą dotykać piłki tylko jedną ręką,
- gracze nie mogą stać na dnie basenu (wyjątek stanowią zawody rozgrywane na płytkich basenach),
- gracze mogą popełnić tylko 2 przewinienia główne w czasie meczu, trzecie przewinienie wyklucza zawodnika z gry,
- jeżeli obrońca przeszkadza wykonać rzut wolny, zostaje to uznane jako przewinienie główne (wykluczenie).

2. Faule normalne – pojedynczy sygnał gwizdka zatrzymuje grę. Jeżeli zawodnik, który był faulowany posiada piłkę, wykonuje on rzut wolny. Jeżeli faulowany zawodnik znajduje się w obronie, przyznawana jest mu piłka, aby wykonał rzut wolny. Sędzia wskazuje na gracza, któremu przyznano rzut wolny jedną ręką, a drugą wskazuje kierunek atakującej drużyny.
Przykłady fauli normalnych:
- gracz odpycha się od brzegu lub dna basenu, popełnienie falstartu podczas rozpoczęcia kwarty, trzymanie piłki pod wodą, nawet jeśli obrońca naciska dłoń trzymającego piłkę do dołu, trzymanie piłki dwoma rękami,
- uderzanie ramienia, lub ciała atakującego, który posiada piłkę,
- uderzanie piłki zaciśniętą pięścią,
- odpychanie obrońcy,
- gdy gracz jest w polu 2 metrów od bramki przeciwnika, a w tym polu nie ma piłki (pozycja spalona),
- gdy gracz wyrzuci piłkę poza granice boiska,
- jeżeli zespół rozgrywa piłkę dłużej niż 30 s bez oddania strzału na bramkę.

3. Przewinienia główne – podwójny sygnał gwizdka zatrzymuje grę. Gracz, który popełnił faul otrzymuje wykluczenie z gry na 20 sekund. Tego przewinienia dopuszcza się zazwyczaj gracz w defensywie. Sędzia wskazuje gracza, który popełnił faul (i daje sygnał gwizdkiem) i wskazuje na pole wykluczeń (i daje sygnał gwizdkiem ponownie).
Przykłady przewinień głównych:
- napastnik umyślnie wchodzi w kontakt z obrońcą,
- obrońca przytrzymuje gracza atakującego,
- przeszkadzanie w wykonaniu rzutu wolnego,
- odciąganie gracza bez piłki,
- topienie przeciwnika bez piłki/nieprawidłowe opuszczenie obszaru wykluczeń.

4. Niesportowe zachowanie – niesportowe zachowanie jest ogłaszane, gdy gracz kopie lub uderza (bądź próbuje kopnąć lub uderzyć) umyślnie przeciwnika, albo sędziego. Gracz, który dopuścił się niesportowego zachowania jest wykluczany do końca gry.